# Convento de Brancanes
O Convento de Brancanes, também referido como Convento de Nossa Senhora dos Anjos de Brancanes e Convento e Seminário de Nossa Senhora dos Anjos de Brancanes, é um antigo convento e seminário em Setúbal.
Foi fundado em 1682 por Frei António das Chagas, para nele se formarem missionários na sequência do prestígio apostólico dos frades franciscanos conhecidos pelos missionários do Convento de Varatojo. O nome do convento vem de D. Branca Anes, senhora das terras onde o convento foi erguido.
O Convento de Brancanes está classificado como Imóvel de Interesse Municipal desde 2010.

## História
Foi o primeiro de outros que se seguiram:  em 1753 o Seminário Apostólico de S. Francisco em Vinhais; em 1790 o Convento de S. Francisco de Mesão Frio; de 1826 a 1833 o Seminário Apostólico de Santa Maria Madalena do Monte da Falperra.
Em 11 de junho de 1761 ingressou como noviço no Convento de Nossa Senhora dos Anjos de Brancanes Alexandre José da Silva, onde tomou os votos e professou a 13 de Junho de 1762, adoptando então o nome religioso por que é conhecido: frei Alexandre da Sagrada Família.
Após o terramoto de 1755, a Câmara de Setúbal instalou-se no Convento de Brancanes.
Também aquando das invasões Francesas (princípio do século XIX), estes ocuparam o Convento para nele instalarem um hospital militar.
O Convento possuía uma importante biblioteca com livros raros que, na noite de 4 para 5 de Outubro de 1910, foram queimados na sequência de fogo posto pela população.
Ao longo do Século XX, o edifício foi quartel militar, e estabelecimento prisional entre 1998 até 2007. Totalmente desactivado, foi vendido a uma entidade privada, a petrolífera Sonagol, que o tenta vender desde 2019 por 5,2 milhões de euros .